# Фигурное катание на зимних Олимпийских играх 1956 — парное катание
Соревнования по фигурному катанию среди спортивных пар на зимних Олимпийских играх 1956 прошли 3 и 4 февраля в Кортина-д’Ампеццо (Италия) на искусственном льду Олимпийского стадиона.

## Медалисты
| Дисциплина     | Золото                                  | Серебро                               | Бронза                               |
| Парное катание | Австрия · Элизабет Шварц / Курт Оппельт | Канада · Франсис Дефо / Норрис Боуден | Венгрия · Марианна Надь / Ласло Надь |

## Результаты
| Место | Имя                               | Страна                          | Баллы | Сумма мест |
| ----- | --------------------------------- | ------------------------------- | ----- | ---------- |
| 1     | Элизабет Шварц / Курт Оппельт     | Австрия                         | 11.31 | 14         |
| 2     | Франсис Дефо / Норрис Боуден      | Канада                          | 11.32 | 16         |
| 3     | Марианна Надь / Ласло Надь        | Венгрия                         | 11.03 | 32         |
| 4     | Марика Килиус / Франц Нингель     | Объединённая германская команда | 10.98 | 35.5       |
| 5     | Кэрол Энн Ормака / Роберт Гринер  | США                             | 10.71 | 56         |
| 6     | Барбара Вагнер / Роберт Пол       | Канада                          | 10.74 | 54.5       |
| 7     | Лусиль Эш / Салли Котман          | США                             | 10.63 | 59.5       |
| 8     | Вера Суханкова / Зденек Долежал   | Чехословакия                    | 10.53 | 68.5       |
| 9     | Лисль Элленд / Конрад Линерт      | Австрия                         | 10.38 | 77         |
| 10    | Джойс Коутс / Энтони Холлс        | Великобритания                  | 10.00 | 88         |
| 11    | Кэролин Патрисия Крау / Родни Вад | Великобритания                  | 9.86  | 93         |

## Судейство
Главным арбитром соревнований среди спортивных пар был Густав Ф. Витт. Ассистент главного судьи Марсель Никази, судьями на Олимпийском турнире были также:
- Сидней Р. Кролль (Австралия)
- Ганс Майкслер (Австрия)
- Ральф Маккреатт (Канада)
- Эмиль Скакала (Чехословакия)
- Золтан Баласт (Венгрия)
- Рудольф Маркс (ОГК)
- Памела Давис (Великобритания)
- Кендаль Келли (США)
- Ян Кройкс (Швейцария).